# 熊谷広真
熊谷 広真（くまがい ひろざね）は、戦国時代の武将。安芸国の国人領主熊谷氏一門。毛利氏家臣。

## 生涯
熊谷信直の三男として生まれる。天文24年（1555年）の厳島の戦いでは、父や他の兄弟とともに宮尾城に援軍として入城した。
永禄5年（1562年）11月に出雲国高櫓城主に任じられる。城主となってからは久光寺の創建や須佐大宮、多部神社の修復に尽力した。
永禄12年（1569年）6月、尼子勝久を当主に戴いた山中幸盛率いる尼子再興軍が隠岐国から出雲国に侵入。幸盛は出雲国周辺の城主らに使者を送り、熊谷広真にも開城を迫った。広実は尼子の使者を斬り捨てて、徹底抗戦の構えを見せたため、尼子方は須佐城を攻撃するが、広真は尼子勢を撃退した。
元亀元年（1570年）6月に毛利輝元から感状を賜るも8月に死去。家督は嫡男の元実が継いだ。

## 参考資料
- 萩藩閥閲録
- 佐田町史